# Јевгенија Бош
Јевгенија Богдановна Бош (рођена Мајш; Очаков 3. септембар 1879  — Москва, 5. јануар 1925) била је украјинска бољшевичка револуционарка, политичарка и члан совјетске владе у Украјини током револуционарног периода почетком 20. века.
Јевгенија Бош се понекад сматра првом модерном женом на челу националне владе, пошто је била министар унутрашњих послова и вршилац дужности лидера привремене совјетске владе Украјине 1917. године. Из тог разлога се понекад сматра и првим премијером независне Украјине.

## Младост и породица
Званично, Јевгенија је рођена 3. септембра 1879. у селу Ађигјол код Очакова, у Херсонској губернији Руског царства, али неки записи говоре да је рођена у Очакову, Херсонска губернија у породици немачког колонисте, механичара и земљопоседника Готлиба Мајша и бесарабијске племкиње Марије Крусер. Јевгенија Бош је била пето и најмлађе дете у породици. Убрзо након смрти Готлиба Мајша, Марија Крусер се удала за брата свог мужа, Теодора Мајша.
Јевгенија је три године похађала Вознесенску женску гимназију, након чега је, због здравственог стања, радила код свог очуха као секретарица. Јевгенија је тражила начине да оде из родитељске куће. Њен старији брат Алексиј ју је упознао са својим пријатељем Петром Бошом, који је био власник локалне мале продавнице вагона. Са 16 година, Јевгенија се удала за Боша, а касније је родила две ћерке.
Према другом извору, Јевгенија Бош је рођена у Украјини у породици Готлиба Мајша, етничког немачког имигранта из Луксембурга, и његове супруге Молдавке. Њени родитељи су се често свађали и њено детињство је наводно било несрећно. Образовала се у Вознесенској женској гимназији. Са 17 година, њени родитељи су покушали да јој договоре брак са старијим мушкарцем, али се она побунила и удала за буржоаског бизнисмена по имену Петер Бош. Имали су двоје деце.

## Радикална политика
Бошова је показивала све веће интересовање за радикалну политику. Имала је ограничену везу са социјалдемократама. Године 1901, са 22 године, постала је члан Руске социјалдемократске радничке партије (РСДРП), а након II партијског конгреса придружила се бољшевичкој фракцији 1903. Покушавала је да се образује док је одгајала своје две ћерке.
У међувремену, њена млађа сестра, Елена Розмирович, била је посвећена револуционарка. Кућу Бошових је полиција претресла у потрази за илегалном политичком литературом 1906. године. Полицијска потрага је била неуспешна, а Бошова је напустила мужа и побегла у Кијев, где се придружила револуционарном подземљу. Године 1907. развела се од мужа и преселила у Кијев.
У Кијеву је успоставила контакт са локалном бољшевичком фракцијом и заједно са својом млађом сестром Еленом Розмирович (будућом супругом Николаја Криленка, чекисте), водила је подземне револуционарне активности. Већи део кијевске групе је ухапшен и прогнан 1910, али Бошова је остала у Кијеву и пронашла љубавника и револуционарног партнера у Георгију Пјатакову. Била је шеф Кијевског комитета Руске социјалдемократске радничке партије (РСДРП). Бошова и Пјатаков су водили Кијевски комитет до хапшења и прогонства у Иркутску губернију Сибир 1912. године. Током боравка у затвору разболела се од туберкулозе.
Заједно са Пјатаковим, Бошова је успела да побегне из општине Качуга (Горњоленски округ, Иркутска губернија), прво у Владивосток, а затим, уз кратак боравак у Јапану, у Сједињене Државе.
Након тога, Јевгенија Бош и Пјатаков су отишли у Швајцарску где је била активна емигрантска група револуционара. Прихватила је Лењинов позив и присуствовала конференцији руских револуционара у Берну 1915. (Бернска конференција). Она се у почетку противила Лењиновој жељи да подстакне пролетаријат на револуцију. Још у Швајцарској, заједно са Георгијем Пјатаковим основала је такозвану Божи групу (Божи је предграђе Лозане), у коју су били Николај Бухарин, Николај Криленко и други, и који су стајали су у опозицији Лењину по питању фактора националности. Њене новине Социјалдемократски глас тврдиле су:
Сматрамо да развој производних снага и друштвена моћ пролетаријата нису достигли ниво на коме би радничка класа могла да изведе социјалистичку револуцију.
После је неко време живела са Пјатаковим у Стокхолму,  у Шведској, и у Ослу, у Норвешкој (тада се звала Кристијанија).
После Фебруарске револуције, Бошова и Пјатаков су били међу првим бољшевичким емигрантима који су се вратили у Петроград. Убрзо се преселила у Кијев, где је изабрана за председника партијског комитета за Југозападни регион. Затим се вратила у тадашњу Руску Републику, са првобитним циљем да организује опозицију Лењину. После априлске конференције РСДРП, Бошова је променила свој став, држећи се Лењинових идеја. Помирење са Лењином коштало ју је брака. Изабрана је за председника Окружног, а потом и Покрајинског партијског комитета у Југозападном крају.

## Декларација Совјетске Украјине
Јевгенија Бош је била кључна у покретању Првог свеукрајинског конгреса совјета (11-12. децембар 1917, Харков). На овом конгресу Украјинска Народна Република је проглашена за Совјетску Републику, а проглашено је и њено чланство у федерацији са Совјетском Русијом. Изабрана је у Народни секретаријат бољшевичке владе Украјине.
Конгрес је такође осудио Централни савет Украјине, познат и као Централна рада, као и његове законе и упутства. Декрети Петроградског савета народних комесара проширени су на Украјину и проглашен је званични савез са Црвеном армијом Русије.
Постала је министар унутрашњих послова када су бољшевици преузели контролу над владом у јануару 1918. Као први министар унутрашњих послова совјетске Украјине и шеф тајне полиције, Јевгенија Бош је заправо била шеф владе, одговорна за преузимање директног задужења за борбу Совјетског Савеза против буржоаске контрареволуције власника предузећа и земљопоседника. 

## Противљење Брест-Литовском уговору
У марту, Бошова је била огорчена када су Совјети потписали Брест-литовски мир са Немачком, који је Немачкој дао контролу над територијама у западној Украјини. Она је дала оставку на своју функцију у влади у знак протеста и организовала радничке батаљоне да се одупру напредовању немачке војске кроз Украјину. Пријавила се, заједно са Пјатаковим и својом ћерком Маријом, у снаге Црвене армије које је предводио Владимир Антонов-Овсејенко. Међутим, оболела од туберкулозе и срчаних болести, након неколико месеци опоравка отишла је из Украјине у Русију, где је у наредних неколико година, како се грађански рат наставио, обављала политичке и војне административне функције.
У августу 1918. била је председница партијског комитета губерније Пенза током контроверзе која је довела до издавања такозване Лењинове наредбе за вешање. Затим је послата на каспијско-кавкаски фронт, а касније у Астрахан. Године 1919. била је члан комитета за одбрану Литваније и Белорусије, а затим је служила као политички комесар за рат против генерала Дењикина. Током читавог периода грађанског рата, сматра се да је спавала са револвером испод јастука.
Током периода после новембра 1919. године била је на лечењу од туберкулозе и сродних обољења. Повремено је обављала споредне функције у Централном комитету Сверуског савеза радника земље и шума, Народном комесаријату просвете, Централној комисији синдиката и Народном комесаријату за храну за пружање помоћи изгладнелима и Народном комесаријату радничке и сељачке инспекције, и написала своје мемоаре. 1920–1922. године председавала је Војноисторијском комисијом, али је од 1922. била онеспособљена због тешке болести.

## Троцкизам, смрт и наслеђе
Јевгенија Бош се придружила Левој опозицији 1923. Била је оштро критична према „бирократској групи“ коју је видела да контролише совјетску владу. Била је присталица Лава Троцког и потписала је Декларацију 46,  прву званичну изјаву опозиције Јосифу Стаљину.
Пала је у немилост руководства Јосиф Стаљин - Николај Бухарин. Године 1924. подлегла је очају након што је чула да је Троцки био приморан да поднесе оставку на место вође Црвене армије, као и због болова од срчаног обољења и туберкулозе; умрла је извршивши самоубиство у јануару 1925.
Њени мемоари, Година борбе, објављени су постхумно 1925. године.
Велики висећи мост преко Дњепра у Кијеву назван је у  част Јевгеније Бош када је подигнут 1925. године. По њој је назван "Мост Јевгеније Бош", који је постојао у Кијеву од 1925. до 1941. године. Мост је изградио Евгениј Патон на основу остатака Николајевог ланчаног моста који су разнеле пољске трупе које су се повлачиле 1920. године. Мост је порушен током Другог светског рата. На месту тог моста сада је Метро мост.
Бројни други важни објекти у Украјини и другим местима у Совјетском Савезу добили су њено име, од којих је већина преименована након 1991. године, а посебно од 2015. године, када су комунистички споменици, комунистички називи улица и други топоними стављени ван закона у Украјини према законима о декомунизацији.  